# HMS Dämman (M45)
HMS Dämman (M45) var en minsvepare i svenska flottan av typ fiskeminsvepare byggd i trä avsedd att utbilda besättningar för mobilisering till tjänstgöring ombord på trålare modifierade för hjälpminsvepning. Användes även till ubåtsjakt som utläggare och avlyssningsplattform för passiva hydrofonbojsystem. Byggdes 1985–86 om till röjdykarbåt. Såldes 2001.